# フミーリャ
フミーリャ(スペイン語: Jumilla)は、スペイン・ムルシア州のムニシピオ（基礎自治体）。2016年の人口は25,362人。スペインワインの産地として知られる。フミージャとも。

## 地理
中心市街地の標高は510メートルであり、1372メートルのカルチェ山を筆頭とした800メートル以上の山に囲まれている。フミーリャの面積は972m2であり、スペインで10番目に面積の大きな自治体である。

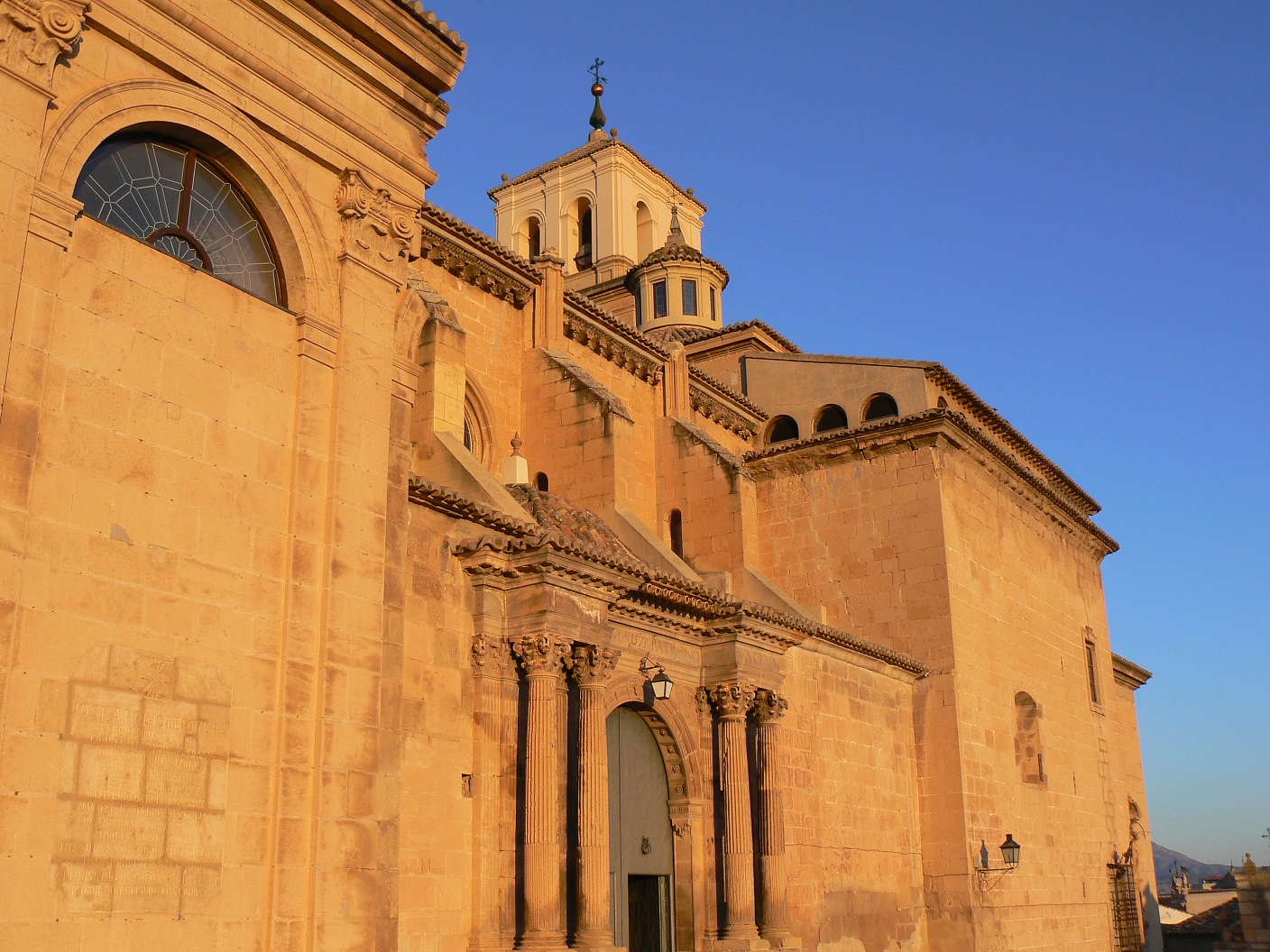
サンティアゴ教会
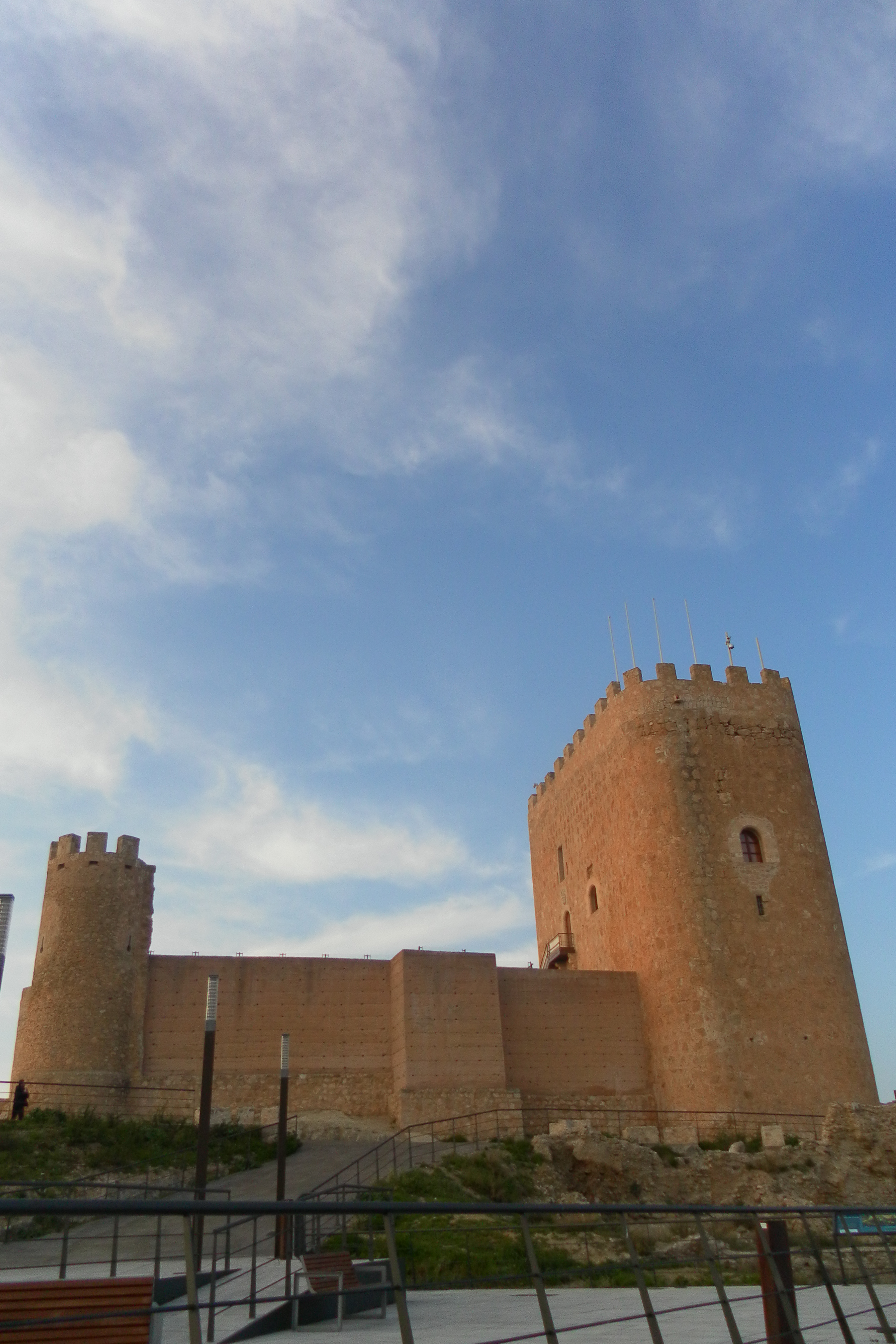
フミーリャ城
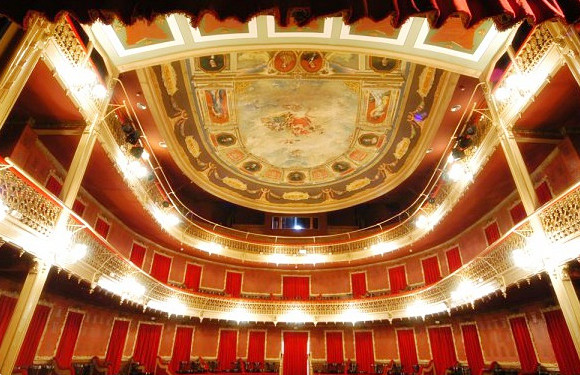
ビコ劇場

### 面積
| 順位 | 基礎自治体                   | 自治州                         | 県               | 面積(km2) |
| ---- | ---------------------------- | ------------------------------ | ---------------- | --------- |
| 1    | カセレス                     | エストレマドゥーラ州           | カセレス県       | 1,752.61  |
| 2    | ロルカ                       | ムルシア州                     |                  | 1,674.70  |
| 3    | バダホス                     | エストレマドゥーラ州           | バダホス県       | 1,473.20  |
| 4    | コルドバ                     | アンダルシア州                 | コルドバ県       | 1,254.25  |
| 5    | アルモドーバル・デル・カンポ | カスティーリャ＝ラ・マンチャ州 | シウダ・レアル県 | 1,207.64  |
| 6    | ヘレス・デ・ラ・フロンテーラ | アンダルシア州                 | カディス県       | 1,188.14  |
| 7    | アルバセテ                   | カスティーリャ＝ラ・マンチャ州 | アルバセテ県     | 1,125.91  |
| 8    | サラゴサ                     | アラゴン州                     | サラゴサ県       | 1,062.64  |
| 9    | エシハ                       | アンダルシア州                 | セビリア県       | 978.78    |
| 10   | フミーリャ                   | ムルシア州                     |                  | 971.74    |

### 人口
| フミーリャの人口推移 1877－2010                         |
|                                                         |
| 出典:INE（スペイン国立統計局）1900年 - 1991年、1996年 - |

## 経済
フミーリャには20メガワットの電力容量（ピーク時）を持つ大規模な太陽光発電所がある。12万枚のソーラーパネルからなるこの太陽光発電所は100ヘクタールの土地に設置されており、2万戸が使用するエネルギーに相当する年間発電量を持つ。この太陽光発電所の存在によって二酸化炭素の排出量が年間42,000トン削減される。
フミーリャの経済は農業に基づいており、ブドウ畑、オリーブ畑、その他の果樹園などが広がっている。フミーリャや近隣のジェクラでは、ムルシアではヤギのムルシアーナ種やグラナディーナ種が飼育されている。

## ワイン生産

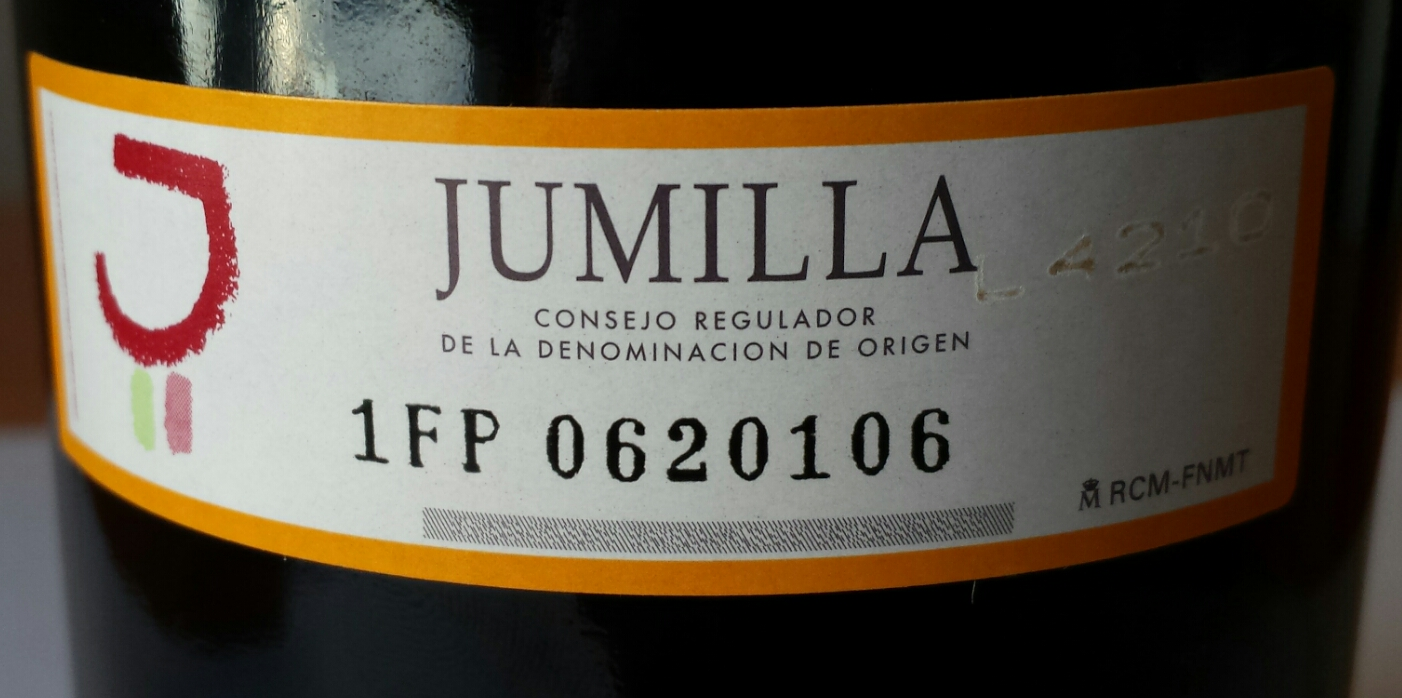
フミーリャ (DO)のワインボトル

### ワイン生産の特徴
スペインワインの原産地呼称制度であるデノミナシオン・デ・オリヘン(DO)の産地としてフミーリャ (DO)があり、フミーリャの自治体域を超えて広がっている。フミーリャ (DO)には32,000ヘクタールのブドウ畑があり、うち45%がムルシア州内に、55%がアルバセテ県内にある。ムルシア (DO)には3,000人のブドウ生産者が登録されている。フミーリャ (DO)では主にモナストレル種のブドウを使用している。土壌は石灰質である。夏季の最高気温は摂氏40度に達するが、冬季には氷点下になることもある大陸性気候の産地である。年間日照時間は約3,000時間と長く、年間降水量は約300ミリメートルと乾燥している。2014年に生産されたワインのうち、42%はスペイン国内に、58%はスペイン国外に出荷された。

### ワイン生産の歴史
特有の気候条件によってアルコール度数が高くなり、伝統的に他産地のワインのブレンド用バルクワインとして、また日常消費用のワインとして販売された。1966年には原産地呼称のデノミナシオン・デ・オリヘンに指定された。他産地から約100年も遅れて、1980年代末にはフミーリャでフィロキセラ（ブドウネアブラムシ）が蔓延。これを機に多くのブドウが改植され、ワインの品質向上が図られるようになった。

### 指定自治体
ムルシア州のフミーリャに加えてカスティーリャ＝ラ・マンチャ州アルバセテ県南東部の6自治体、計7自治体がフミーリャ (DO)に含まれている。
- ムルシア州 : フミーリャ
- カスティーリャ＝ラ・マンチャ州アルバセテ県 : モンテアレグレ・デル・カスティーリョ（英語版）、フエンテ＝アラーモ（英語版）、オントゥール（英語版）、エリン（英語版）、アルバターナ（英語版）、トバーラ（英語版）

### ブドウ品種
赤ワインまたはロゼワインにはモナストレル種を50%以上使用しなければならない。
- 黒ブドウ品種 : モナストレル種、センシベル種、カベルネ・ソーヴィニヨン種、ガルナッチャ・ティンタ種
- 白ブドウ品種 : マカベオ種、ペドロ・ヒメネス（スペイン語版）種

## 文化

### 文化財
12世紀から15世紀に建設されたフミーリャ城、15世紀から17世紀に建設されたサンティアゴ教会、16世紀竣工のオンダ邸、18世紀竣工のエル・サルバドール教会、1883年竣工のビコ劇場、リコ塔などは、それぞれスペインの重要文化財に指定されている。

### スポーツ
フットサルクラブとして1997年にCFSフミーリャが設立され、2013-14シーズンからプリメーラ・ディビシオン（全国1部）に属している。サッカークラブとしてはFCフミーリャがあり、主にテルセーラ・ディビシオン（全国4部）に属している。2017年には鹿島アントラーズユースに所属していた松浦航洋がFCフミーリャに加入した。

## 政治
| フミーリャ自治体選挙結果 | フミーリャ自治体選挙結果 | フミーリャ自治体選挙結果 | フミーリャ自治体選挙結果 | フミーリャ自治体選挙結果 |
| 政党                     | 2015                     | 2015                     | 2011                     | 2011                     |
| 政党                     | 得票率                   | 議席数                   | 得票率                   | 議席数                   |
| ------------------------ | ------------------------ | ------------------------ | ------------------------ | ------------------------ |
| スペイン社会労働党(PSOE) | 41.39%                   | 10                       | 30.73 %                  | 7                        |
| 国民党(PP)               | 36.48%                   | 8                        | 52.72 %                  | 12                       |
| 統一左翼(IU)             | 12.46 %                  | 3                        | 11.20 %                  | 2                        |

出典: エル・パイス
| 任期      | 首長名                                                | 政党                                              |
| --------- | ----------------------------------------------------- | ------------------------------------------------- |
| 1979–1983 | José Yagüe Ortuño                                     | スペイン社会労働党(PSOE)                          |
| 1983–1987 | José Sánchez Guardiola (1983) Dionisio González Otazo | スペイン社会労働党(PSOE) スペイン社会労働党(PSOE) |
| 1987–1991 | Dionisio González Otazo                               | スペイン社会労働党(PSOE)                          |
| 1991–1995 | José Luis Cruz Gil                                    | スペイン社会労働党(PSOE)                          |
| 1995–1999 | Marcos Nogueroles Pérez                               | 国民党(PP)                                        |
| 1999–2003 | Francisco Abellán Martínez                            | スペイン社会労働党(PSOE)                          |
| 2003–2007 | Francisco Abellán Martínez                            | スペイン社会労働党(PSOE)                          |
| 2007–2011 | Francisco Abellán Martínez                            | スペイン社会労働党(PSOE)                          |
| 2011–2015 | Enrique Jiménez Sánchez                               | 国民党(PP)                                        |
| 2015–2019 | Juana Guardiola Verdú                                 | スペイン社会労働党(PSOE)                          |
| 2019–2023 | n/d                                                   | n/d                                               |
| 2023–     | n/d                                                   | n/d                                               |

## 出身者
- フアン・ロサーノ（スペイン語版）(1610-1679) : 聖職者。パレルモ大司教、プラセンシア大司教などを歴任。
- ホセ・グアルディオラ（スペイン語版）(1921-1988) : 俳優。
- ロケ・バニョス（スペイン語版）(1968-) : 作曲家。映画『オールド・ボーイ』の音楽などを担当。2008年には『Las 13 rosas』の音楽でゴヤ賞作曲賞を受賞。